# Како је Доналд Трамп спасио свет
Како је Доналд Трамп спасио свет је наслов епизоде Марти Мистерије објављене у бр. 8. обновљене едиције Златне серије коју је покренуо Весели четвртак. Свеска је изашла 6.12.2018. године и коштала 350 dinara (3,45 $; 2,96 €). Имала је 154 стране. У свесци су објављене две епизоде. Епизода о Д. Трампу налазила се на стр. 12-84. Друга епизода под називом Документ Ламбда налазила се на стр. 90-154.

## Оригинална епизода
Оригинална епизода под називом Condominium ovvero, come Donald Trump salvo la terra објављена је премијерно 1990. год. у едицији Almanacco del Misterio.
. Прва реприза објављена је у серијалу Extra Martyn Mystere br. 10. од 01.01.1998. год. у Италији у издању Бонелија. Епизоду је нацртао Ђовани Кривело, а сценарио написао Алфредо Кастели. Насловну страну је нацртао Ђанкарло Алесандрини.

## Кратак садржај
Марти добија обавештење од власника стана у Вашингтон Мјузу бр. 3 да мора да се исели у року од два месеца. У потрази за новим станом наилази на агенцију ”Некретнине будућности” која продаје станове за 400 $ по квадрату. Марти је у неверици, јер би цена квадрата у том делу града требало да буде макар десет пута виша. Истовремено, Мартија телефоном зове пријатељ инспектор Травис, који му помиње исту ту агенцију, али тврди да се полицији до сада јавило 4 особе које су пријавиле да је власник агенције чудовиште.
Марти одлази у агенцију која се налази у Трамповој кули. Тамо се упознаје са директорком по имену Хилари Клинтон. Марти упознаје и њене сараднике Садама Хусеина и Бориса Јељцина, који га воде до новог стана од 200 квадрата.

## Економија и теорија игара
Успех који је агенција „Некретнине будућности” остварила за кратко време произашао је из ниских трошкова. Ванземаљци су успели да направе просторни портал који је омoгућавао било ком живом бићу да уђе у малу просторију (од, рецимо, 9 квадрата) на планети Земљи, прође кроз портал у други простор величине 200 квадрата. Ових 200 квадрата се, међутим, нису налазили на Земљи, већ на некој другој, ненасељеној планети на којој је било обиље простора.
Овакво радикално снижење цене земљишта (које је је у америчким градовима као што је Њујорк органичено и отуда веома скупо), омогућило је агенцији да некретнине продаје по десет пута нижој цени. Обарање цена је, међутим, створило пометњу на тржишту некретнина као и осветничке мере од стране тренутних трговаца некретнинанама. Утицајем на државну администрацију, земаљска конкуренција присиљава ванземаљњску агенцију да се угаси и напусти планету Земљу.
Власници агенције, међутим, предузимају контраосветничке мере уништења Земље. Ово је предупредио Доналд Трамп који се срео са власником агенције и објаснио му у чему је погрешио. Трамп је објаснио да агенција која на тржиште уђе са радикално нижим ценама од равнотежних у основу нуди “превише за премало”, што ствара дисбаланс, убија конкуренцију и подстиче осветничко понашање јер им квари тржиште. Да би се победило на тржишту, а избегле осветничке мере конкуренције, потребно је само мало снизити цену, али се и даље држати економског принципа по коме треба нудити “премало за превише”. Трамп је ово предложио ванземаљцима и успео да завлада тржиштем некретнина у Америци.

## Занимљивости
По први пут се у наслову а и у самој епизоди појављује жива особа - Доналд Трамп, познати амерички бизнисмен (грађевински магнат) и председник Америке у периоду 2016-2020.
У премијерној епизоди из 1989. године, три службеника Real Estate узели су имена тројице активних политичких лица: Џорџ Буш, Маргарет Тачер и Муамер Гадафи. У репризи из 1998. године, та имена су промењена у Борис Јељцин, Хилари Клинтон и Садам Хусеин, да би прича изгледала у духу времена. Хрватски Libelus, који је ову епизоду објавио 2007. г. оставио је старе називе ликова.

### Контроверзе око алтернативне насловне стране
Алтернативна насловна страна (тзв. страна Б) за ову епизоду (коју је нацртао Горан Суџука) садржала је лик Доналда Трампа. Међутим, италијански издавач противио се оваквом решењу и захтевао да се лик Д. Трампа не појављује на насловној страни.